# 查爾斯·科瓦爾
查爾斯·湯瑪斯·科瓦爾（英語：Charles Thomas Kowal，1940年11月8日—2011年11月28日），美國天文學家。

## 生平
1960年代，科瓦爾使用帕洛瑪48英寸施密特望遠鏡進行觀測，為著名宇宙學家弗里茨·茨維基著作《星系和星系團目錄》貢獻了觀測數據。科瓦爾在使用48"施密特望遠鏡進行帕洛馬超新星巡天過程中，發現了81顆超新星，其中包括SN 1972E。
他曾於1974年及1975年，先後發現木星其中兩顆衛星，分別為木衛十三（Leda）及木衛十八（Themisto），當中後者曾長時間失蹤，直至2000年才再度被發現。
1976年12月至1985年2月期間，科瓦爾在黃道面6,400平方度的天空範圍內搜尋遙遠、緩慢移動的太陽系天體。在木星之外只發現了一個天體：1977年發現的小行星2060，兼具小行星和彗星的特徵。 15年後，第二顆半人馬小行星被發現，之後它被確認為半人馬小行星中的第一顆。半人馬小行星是位於木星和海王星之間的軌道不穩定的天體。它們可能被較大的行星從柯伊伯帶被吸引過來的。小行星2060仍然是已知的最大的半人馬小行星之一，也是少數擁有類似彗髮的小行星之一。科瓦爾還發現或共同發現了週期彗星 99P/Kowal、104P/Kowal、134P/Kowal-Vavrova、143P/Kowal-Mrkos和158P/Kowal-LINEAR。
科瓦爾發現了不少小行星及彗星，在他發現的19顆小行星當中，包括擁有彗星特徵的小行星2060。彗星方面，由科瓦爾獨自或共同發現的週期彗星中，除小行星2060外，已有永久編號的共有5顆。
除太陽系內天體外，科瓦爾也發現了不少其他恆星系的超新星爆發。

## 榮譽
科瓦爾曾於1979年獲得詹姆斯·克雷格·沃森獎。
1980年，科瓦爾在天文學史研究中發現了一幅由伽利略於1613年繪製的畫作，畫中海王星位於木星附近，早於1846年發現海王星的時間；科瓦爾因這項「令人震驚的發現」獲得了首屆（2004年）牛頓科學歷史獎。
冥王星上的科瓦爾隕石坑以他的名字命名。